# ギヨーム2世 (アキテーヌ公)
ギヨーム2世（Guillaume II, duc d'Aquitaine, ? - 926年12月12日）は、オーヴェルニュ伯およびアキテーヌ公（在位：918年 - 926年）。母方の伯父ギヨーム1世から爵位を継承した。

## 生涯
ギヨーム2世は、カルカソンヌ伯アクフレド1世と、アキテーヌ公ギヨーム1世の妹でオーヴェルニュ伯ベルナール2世の娘であるアドランドの息子である。
伯父ギヨーム1世敬虔公の死後、アキテーヌ公位、オーヴェルニュ伯位およびリヨン伯位を継承した。
ギヨーム2世は919年、ベリーをロベール家のラウールとロベールに奪われたが、マコネーとリヨネーは保持した。西方からの脅威を感じたギヨーム2世は、トゥールーズ伯レーモン2世に頼み、同盟を締結するためゴティアをレーモン2世に託した。
923年、シャルル3世単純王が廃位され、後にブルゴーニュ公ロベール、そしてラウールが勝利した後、ギヨーム2世とレーモン2世はアキテーヌ北部に直接的な脅威を与えていたロベール家およびブルゴーニュ公と対立し、カロリング家側についた。924年初頭のラウールによるロワール遠征を受け、ギヨーム2世はアンシーズでの会見の際に、ラウールに臣下の礼をささげた。ラウールは有力な家臣の服従に感謝し、ベリー、ブールジュ、マコン伯領をギヨーム2世に返還した。
2年後、ギヨーム2世はラウールがノルマン人とマジャル人に対する敗北に乗じて反乱を起こし、シャルル単純王の返還を要求した。フランス・ブルゴーニュ軍を率いたラウールは、ヴェルマンドワ伯エルベール2世を伴い、アキテーヌ公の弟アクフレが守るヌヴェールへ進軍した。ラウールは人質を預かるだけにとどめ、ロワール川を渡ってアキテーヌ公ギヨーム2世に挑んだが、敗北した。ギヨーム2世はその年の末に死去し、アキテーヌ公となった弟アクフレは927年に死去するまで反乱を続けた。